# Атюхта (посёлок)
Атюхта — посёлок в Октябрьском районе Ростовской области. Входит с состав Артёмовского сельского поселения.

## География

### Уличная сеть
| - ул. Балочная, - ул. Берёзовая, - ул. Вербная, - ул. Дачная, - ул. Клубная, | - ул. Лесная, - ул. Луговая, - ул. Степная, - ул. Центральная, - ул. Школьная, | - пер. Заречный, - пер. Сиреневый, - пер. Степной. |

## История
Ранее здесь находилось 2-е отделение совхоза «Артемовец».

## Население
| 2010 |
| ---- |
| 297  |

### Известные люди
В годы Великой Отечественной войны храбро сражался уроженец Атюхты — Николай Павлович Головко. Об этом говорят его награды: орден боевого Красного Знамени, орден Отечественной войны, орден Красной Звезды. После войны Николай Павлович многие годы был управляющим 2-го отделения совхоза. Под его руководством отделение добилось хороших показателей в урожайности зерновых и продуктивности в животноводстве.